# RoboCop (serie animata)
RoboCop è una serie televisiva animata prodotta nel 1988 da Marvel Productions, basato sul protagonista del film RoboCop.
In Italia gran parte degli episodi sono pubblicati anche in VHS dalla Stardust Video, mentre i primi due episodi sono stati distribuiti in DVD da Jetix con un doppiaggio differente.

## Episodi
1. La banda dei vandali
2. Disturber
3. Il progetto Drago-Polipo
4. Il Clin Clun Clan
5. Il robot anticrimine
6. Il furto della sedia rigeneratrice
7. False notizie
8. La notte dell'arciere
9. Rumble In Old Detroit
10. La vendetta dei Robot
11. Robocop contro l'O.C.P.
12. La terribile collana